# Selaginella macroura
Selaginella macroura là một loài dương xỉ trong họ Selaginellaceae. Loài này được Liebm. ex E. Fourn. mô tả khoa học đầu tiên năm 1872.
Danh pháp khoa học của loài này chưa được làm sáng tỏ. 